# CID The Dummy
CID The Dummy è un videogioco d'avventura dinamica sviluppato dalla Twelve Games e pubblicato dalla Ocean Games per PlayStation 2, Wii, Microsoft Windows e PlayStation Portable il 17 aprile 2009 in Europa e il 7 luglio dello stesso anno nel Nord America. Il gioco è stato reso disponibile per Windows l'8 gennaio 2010, e per Macintosh e Linux il 18 dicembre 2013.

## Trama
CID, il protagonista, è un robot vivente ispirato ai pupazzi dei crash test; costruito da uno scienziato chiamato B. M. Werken, è uno che, stancatosi della solita vita da pupazzo dei crash test, agogna di esplorare il mondo esterno. Il suo creatore, B. M. Werken, era un tempo amico del collega D-Troit, finché, a seguito di un esperimento fallito, quest'ultimo, rimasto ferito, considerò Werken il responsabile di tutti, anche perché, a detta sua, Werken gli aveva rubato un'importante tecnologia, causa del fallimento dell'esperimento. Dopo che D-Troit rapisce MIA, la figlia di Werken, quest'ultimo incarica l'intrepido CID, la sua migliore creazione, di salvarla.

## Modalità di gioco
Il gioco è essenzialmente un platform 2.5, ed è composto da vari livelli ambientati in mondi diversi, ma privi di checkpoint, nei quali CID deve farsi strada sconfiggendo i vari nemici e superando gli enigmi. CID ha a disposizione due tipi diversi di attacchi, ovvero i pugni e il suo bazooka, e vari attacchi speciali, tra cui la "Panic Mode", attivabile dopo aver raccolto almeno dieci "sfere" ed eseguibile tramite un'onda esplosiva che distrugge tutti i nemici sullo schermo.

## Accoglienza
| Testata                                 | Versione | Giudizio |
| --------------------------------------- | -------- | -------- |
| Metacritic (media al 30 gennaio 2020)   | PSP      | 41/100   |
| Metacritic (media al 30 gennaio 2020)   | Wii      | 31/100   |
| GameRankings (media al 30 gennaio 2020) | PSP      | 36.00%   |
| GameRankings (media al 30 gennaio 2020) | Wii      | 33.43%   |
| GameRankings (media al 30 gennaio 2020) | PS2      | 36.00%   |
| GamesRadar+                             | Tutte    | [ 7 ]    |
| Everyeye.it                             | PSP      | 4.5/10   |
| Nintendo Life                           | Wii      | [ 9 ]    |

CID The Dummy ha ricevuto un'accoglienza negativa. Il sito web Metacritic ha votato 41/100 la versione PSP in base alle 6 recensioni, e 31/100 la versione Wii con le sue 7 recensioni. GameRankings ne ha invece votato la versione PS2 con un 36.00% su 2 recensioni, la versione PSP con un 35.60% su 5 recensioni, e la versione Wii con un 33.43% su 7 recensioni. La critica ha considerato il gameplay poco brillante, i controlli lenti, una grafica scadente, una trama vuota, un pessimo doppiaggio e la mancanza del fattore giocabilità. In alcuni casi, il gioco contiene anche contenuti plagiati da altre fonti: la trama stessa è per esempio una brutta copia dell'originale serie Megaman.

## Demake
Dieci anni dopo l'uscita del gioco per console, la Twelve Games ha sviluppato un demake del gioco chiamato Crush Dummy, un'avventura a scorrimento in formato bidimensionale, pubblicato dalla Funbox Media e uscito in formato digitale su Nintendo Switch il 28 febbraio 2019 su Windows tramite Steam il 1º marzo, e su PlayStation 4 il 4 marzo. I link per le versioni iOS e Android esistono ancora sul sito della compagnia, ma non sono più funzionanti in quanto sono fuori dalla lista delle piattaforme.
Il demake mantiene pressappoco gli stessi problemi della versione originale, con l'aggiunta di numerosi errori tecnici e grammaticali durante i filmati testuali e un design di livelli confusionario.